# 大埔寶馬山
大埔寶馬山（英文：Grand Palisades）是位於新界大埔區山塘的一個私人住宅發展項目，由信和集團發展，位於大埔南半山山賢路8號，鄰近悠然山莊及下黃宜凹。屋苑於1997年12月入伙（28年樓齡），提供9座住宅共547個單位，主打2至3房戶，面積由638呎至1,310呎不等，樓高15層，每戶均設落地玻璃窗，部分單位可飽覽吐露港及山景，另外部分單位更設有露台。。

## 會所
大埔寶馬山設有一座三層高會所，佔地95,000呎，為住客提供一系列運動、娛樂及休閒設施。，會所設施包括：
室外游泳池、水力按摩池、桑拿及蒸氣浴室、桌球室、網球場、乒乓球室、高爾夫球發球練習場、健康舞室、燒烤場、健身室、洗衣房、卡拉OK室、麻雀室、宴會廳、音樂室、閱讀室和兒童遊戲室。

## 邨巴

#### NR516線
循環來往大埔寶馬山及大埔墟站，部分班次繞經大埔墟。班次約5-20分鐘一班，服務時間為06:30-23:25。由冠忠遊覽車有限公司營辦，目前有兩部27座私家小巴運行，車程收費為$4.7，乘客需於上車時以八達通繳付車費。
由大埔寶馬山（星期一至星期六）
上午 6 時  30 40 50
上午 7 時  00 08 15 23 30 38 45 53
上午 8 時  00 08 15 23 30 38 45 53
上午 9 時  00 08 15 (20) 30 45
上午 10 時 00 15 30 (35) 45
上午 11 時 00 15 30 45
中午 12 時 00 15 30 (40) 45
下午 1 時  00 15 30 45
下午 2 時  00 15 30 45
下午 3 時  00 15 30 45
下午 4 時  02 (10) 17 32 47
下午 5 時  02 17 (20) 32 47
下午 6 時  00 15 30 40 50
下午 7 時  05 20 30 40 50
下午 8 時  00 15 30 45
下午 9 時  00 15 30 45
下午 10 時  00 15 30 45
下午 11 時  00 20
 - 特別班次往大埔墟

#### NR520線（已於2022年停辦）
星期一至五早上7:30由大埔寶馬山開出一班，由冠忠遊覽車有限公司營辦，經東區海底隧道單向前往天后站，車程收費為$28，乘客需於上車時以八達通繳付車費，只限大埔寶馬山住戶乘搭，乘客可享有公共交通費用補貼計劃資助。

## 鄰近住宅
- 悠然山莊
- 新達廣場